# Hóa An
Hóa An là một phường thuộc thành phố Biên Hòa, tỉnh Đồng Nai, Việt Nam.

## Địa lý
Phường Hóa An nằm ở phía tây nam thành phố Biên Hòa, có vị trí địa lý:
- Phía đông giáp phường Bửu Hòa
- Phía tây giáp phường Tân Bình, thành phố Dĩ An, tỉnh Bình Dương và phường Tân Hạnh
- Phía nam giáp phường Tân Đông Hiệp, thành phố Dĩ An, tỉnh Bình Dương
- Phía bắc giáp các phường Thanh Bình, Hòa Bình và Bửu Long qua sông Đồng Nai.

Phường có diện tích 6,83 km², dân số năm 2024 là 33.002 người, mật độ dân số đạt 4.832 người/km².

## Lịch sử
Trên bản đồ Boilloux năm 1882, địa bàn phường Hóa An hiện nay được ghi chú là thôn Tân An, Tân Hóa. Địa chí tỉnh Biên Hòa năm 1901 cho biết địa bàn Hóa An thuộc tổng Chánh Mỹ Thượng, huyện Phước Chánh, phủ Phước Long, tỉnh Biên Hòa. Địa bàn xã Hóa An những năm đầu thế kỷ XX chưa được khai phá nhiều, còn rừng rậm, nối liền vùng rừng với miệt Tân Hạnh lên Tân Uyên (trước thuộc Biên Hòa, sau thuộc tỉnh Bình Dương). Năm 1939, Hóa An thuộc quận Châu Thành, tỉnh Biên Hòa. Về phía chính quyền Sài Gòn, trước năm 1975, xã Hóa An thuộc tổng Chánh Mỹ Thượng, quận Dĩ An, tỉnh Biên Hòa. Về phía chính quyền cách mạng, trong thời kỳ kháng chiến chống Pháp, xã Hóa An thuộc huyện Vĩnh Cửu.
Sau năm 1956, các làng được gọi là xã. Năm 1957, chính quyền Việt Nam Cộng hòa sáp nhập tổng Chánh Mỹ Thượng vào quận Dĩ An mới thành lập, xã Hóa An thuộc quận Dĩ An.
Năm 1976, xã Hóa An thuộc thành phố Biên Hòa, tỉnh Đồng Nai.
Ngày 10 tháng 5 năm 2019, Ủy ban Thường vụ Quốc hội ban hành Nghị quyết số 694/NQ-UBTVQH14 (nghị quyết có hiệu lực từ ngày 1 tháng 7 năm 2019). Theo đó, thành lập phường Hóa An trên cơ sở toàn bộ 6,85 km² diện tích tự nhiên và 33.099 người của xã Hóa An.

## Hành chính
Phường Hóa An được chia thành 4 khu phố: An Hòa, Bình Hóa, Cầu Hang, Đồng Nai.

## Kinh tế - Xã hội

### Kinh tế
Phường Hóa An có 68 doanh nghiệp sản xuất kinh doanh, nổi bật là nghề sản xuất gốm và khai thác đá xây dựng. Có 06 công ty nước ngoài, trong đó Công ty TNHH Pouchen Việt Nam là lớn nhất với 20.000 công nhân.

### Xã hội
Phường Hóa An có các trường: Trường Mầm non Hóa An, Trường Mầm non dân lập Ngọc Ân, Trường Mầm non dân lập Tuổi Hoa, Trường Mầm non dân lập Tuổi Ngọc, Trường Mầm non dân lập An Hoà 2, Trường Mầm non dân lập Thỏ Ngoan, Trường Tiểu học Hóa An và Trường THCS Tân An.

## Văn hóa - du lịch

### Di tích - Danh thắng
Phường có một số cơ sở tín ngưỡng tôn giáo tiêu biểu như: chùa Hiển Lâm sơn tự, chùa Tân Quang, đình Hóa An và đình Bình Trị, trong đó sớm nhất là đình Hóa An có sắc phong thời vua Tự Đức (1852).

## Giao thông
Các tuyến đường giao thông chính của phường là: đường Nguyễn Ái Quốc (Quốc lộ 1K), đường Bùi Hữu Nghĩa, đường Hoàng Minh Chánh, đường Nguyễn Thị Tồn, đường Nguyễn Văn Lung và đường Huỳnh Mẫn Đạt.